# Мастерс у снукеру 2022.
Мастерс 2022. у снукеру (због спонзорских разлога познат и као Казу Мастерс 2022) је нерангирни снукер турнир који се одржава од 9. до 16. јануара 2022. године у Александра Паласу у престоници Уједињеног Краљевства, Лондону. То је 48 издање турнира након што је први одржан 1975. године и други турнир Троструке круне за сезону 2021/22.
Турнир је позивног карактера те је 16 играча добило позивницу организатора по светској ранг листи након Шампионата Уједињеног Краљевства 2021. године. Међу позваним играчима није Лука Бресел, актуелни шампион Првенства Шкотске и финалиста Шампионата Уједињеног Краљевства, што је изазвало пажњу светске јавности. Вишеструки освајачи Мастерса, Рони О’Саливан и Џон Хигинс јавно су негодовали због традиционалног система бодовања који као последњи турнир рачуна Шампионат Уједињеног Краљевства.
Јан Бингтао је бранилац титуле. Он је освојио титулу годину дана раније када је у финалу славио против Џона Хигинса са 10-8. Освајач Шампионата Уједињеног Краљевства, Жао Синтонг, изборио је учешће по први пут у каријери. Његов сународник, Динг Жунвеи, по први пут од 2006. године није успео да избори учешће на турниру.

## Преглед
Мастерс је позивни, нерангирни турнир који се одржава од 1975. године. Догађај организују Светска снукер организација и Светска организација професионалаца за билијар и снукер. Мастерс 2022. је други од три догађаја из серије Троструке круне, након Шампионата Уједињеног Краљевства 2021, а пре Светског првенства 2022. године које традиционално почиње крајем априла. Шеснаесторица најбољих играча на свету позвани су да учествују на турниру.
Након што је Мастерс 2021. године одржан у Маршал арени у Милтон Кинсу због превенције вируса ковид19, турнир се поново одржава у Александра Паласу као и у неколико претходних издања.

### Покривеност
Турнир у Уједињеном Краљевству преноси Би-Би-Си Спорт, док у Европи то чини Евроспорт. КЦТ преноси догађај у Кини, док Скај Спорт организује преносе на Новом Зеланду. У Србији турнир преноси Евроспорт Србија са режијским седиштем у Паризу.

## Ток такмичења

### Прво коло
Мечеви првог кола играни су до 6 партија, између 9. и 12. јануара. Традиционално, први меч је играо бранилац титуле, а противник Бингтау био је двоструки шампион Мастерса, Марк Вилијамс. Иако је Кинез боље отворио меч и повео са 3-1 уз три брејка већа од 50 поена, Вилијамс је добио четири узастопна фрејма са четири велика брејка. Брејк од 122 виђен је у 9. партији, Вилијамс је у следећој партији дошао до победе са коначних 6-4. Вилијамс, који је губио последњих 5 од 6 мечева у првом колу Мастерса, изјавио је да је имао среће на жребу јер је добио поподневни термин због последица прележаног ковида. Коментаришући свој меч, Јан Бингтао је изјавио: "Изгубио сам, али сам срећан јер сам играо добро.То је био мој најбољи меч у овој сезони."
Шампион Мастерса из 2012. године, Нил Робертсон, играо је против Ентонија Макгила. Спор улазак у меч резултовао је првом убаченом куглом након чак 12 минута игре. Другу и четврту партију Робертсон је украо ривалу, а потом брејком од 95 дошао до прве предности у мечу. Макгил је изједначио на 3-3, али је Робертсон до краја меча добио све преостале партије. Двоструки освајач Мастерса, Џон Хигинс, састао се са дебитантом Жаом Синтонгом. У прва два фрејма виђена су два троцифрена брејка и то по један са обе стране. Хигинс је након тога повео са 4-1 уз још један троцифрени брејк виђен у петој партији. Након једног изгубљеног, Хигинс добија свој шести фрејм за победу од 6-2. Током меча, прослављени арбитар, Јан Ферхас, приликом враћања зелене кугле на сто погрешио је њено место и оставио је на тачки жуте кугле. Грешка је исправљена након што је један од гледалаца указао на судијски пропуст.
Шон Марфи, седми носилац и шампион из 2015. године је био други носилац који је елиминисан са турнира. Он је повео против Барија Хокинса са 2-1, али је Хокинс одговорио низом великих брејкова: 65, 67, 60, 103 и 69, за коначних 6-2. Победом над Марфијем, Хокинс је победио Марфија у сва три сусрета на Мастерсу, иако је у међусобним дуелима губио са 10-4. Коментатори меча пренели су да Марфи има проблема са вратом, раменима и леђима, за шта је Марфи рекао да га је ограничавало у тренинзима и игри на турниру. Седмоструки шампион турнира, Рони О’Саливан, састао се са Џеком Лисовским. Након што је О’Саливан повео са 1-0, Лисовски је одговорио троцифреним брејком. У трећем фрејму, Лисовски је промашио зелену куглу што је омогућило О’Саливану да брејком од 86 поена украде партију. Џек Лисовски је касније рекао да је тај тренутак умногоме одредио ток меча. О’Саливан је освојио и четврту партију да би на паузу у мечу отишао са предношћу 3-1. Брејковима од 127, 64 и 125 поена, О’Саливан је дошао до убедљиве победе од 6-1. Овај пораз са само једним освојеним фрејмом оставио је Лисовског на освојена само 4 фрејма у 3 наступа на Мастерсима.
Актуелни светски шампион, Марк Селби, састао се са Стивеном Магвајером. Уводна партија меча трајала је чак 45 минута и добио ју је Селби, само да би уследио муњевит одговор Шкотланђанина низом од 87 поена. Нерешен резултат виђен је и на паузи после четири одигране партије. Селби је након паузе освојио три узастопна фрејма, Магвајер је успео да смањи на 5-3, али је десета партија припала Селбију за коначних 6-3. Селби је након меча изјавио да се није добро осећао за столом.
Шампион из 2019. године, Џад Трамп, пропустио је претходно издање Мастерса због позитивног теста на коронавирус. Ове године, жреб га је спојио са Марком Аленом, шампионом из 2018. Прве три партије карактерисала је одлична офанзивна игра: Трамп је нанизао 101, потом Ален 92, а онда опет Трамп са 101 поеном. Ален је освојио четврту партију након што је Трамп оставио отворену црвену куглу бежећи из снукер-позиције. Трамп је повео са 3-2, али је Ален узвратио са две партије и прешао у водство. Изједначење на 4-4 Трамп је зарадио дефанзивном игром, Ален је направио фаул који је био потребан ривалу док је излазио из снукер позиције. У деветој партији Трамп је нанизао 135 до тада највећи брејк на турниру. Следећу партију, много тврђу од претходне освојио је Ален те се отишло у одлучујућу партију. Приликом брејка од 23 поена до тог тренутка, Ален је самом себи прозвао фаул након што се наслонио на кластер. Трамп је добио партију након што је каснио 25 поена и то брејком од 62.
Карјен Вилсон је добро отворио меч против шампиона из 2020. године, Стјуарта Бингама. Он је од првих пет партија добио четири. Током шестог фрејма, Вилсон је прозвао фаул себи након што је закачио белу куглу врхом штапа током припреме за ударац и тако олакшао пут до фрејма Бингаму. Бингам је потом добио и наредне две партије тако поравнавајући резулата на 4-4. У осмој партији виђен је брејк од 139 поена, највећи на турниру до тада. Вилсон је поново повео, али је Бингам нанизао 132 за 5-5. Одлучујућа партија видела је велику драму: Бингам је промашио розе куглу да би партија отишла у дефанзивну размену на жутој кугли. Вилсон је убацио жуту и након тога победио у мечу.

### Четвртфинале
Мечеви четвртфинала играни су 13. и 14. јануара у 11 партија. Нил Робертсон је отворио меч са 202 поена без одговора против Ронија О’Саливана. О’Саливан је одговорио са две узастопне партије и поравнао резултат на 2-2 пред паузу. Робертсон је два пута стизао до предности од једне партије пре него што је при резултату 4-4 везао две партије и славио са 6-4. Аустралијанац је изјавио да није лако играти против О’Саливана на Мастерсу јер О’Саливан "има публику на својој страни и 2.000 људи је сигурно вриштало", али је изјавио и да га је деби на Мастерсу, против Џимија Вајта научило како да се понаша у таквим ситуацијама.
Хигинс је већ у првој партији меча против Марка Вилијамса нанизао 126 и потом освојио и другу партију. Одговор Велшанина била су 3 узастопна фрејма, укључујући троцифрени брејк од 116 поена. Након што је изједначио на 4-4 брејком од 127, изгледало је да ће Хигинс повести, али је приликом игре на црној кугли несрећно убацио и црвену што је за резултат имало крађу партије. Хигинс је изједначио на 5-5, али је Вилијамс нанизао 91 и пласирао се у своје прво полуфинале Мастерса још од 2010. године.
Џад Трамп је на паузу у сесији отишао са предношћу од 3-1 у односу на Кајрена Вилсона. У истом ритму је наставио и након паузе: од заостатка 45 поена украо је партију брејком од 76. Убрзо је меч био завршен, а Трамп је славио са 6-1. Ово је била пета узастопна победа Трампа над Вилсоном. Последњи дуел четвртфинала био је жесток пораз актуелног светског шампиона и светског броја један, Марка Селбија, у мечу са Баријем Хокинсом. У читавом мечу, Селбијев највећи брејк био је скромних 49 поена.

## Жреб
Жреб је састављен од 16 играча и то 8 носилаца које редом чине: бранилац титуле, актуелни светски шампион и шесторица најбоље пласираних на светској ранг листи. Осталих 8 учесника нису постављени као носиоци и жребом су додељени носиоцима без обзира на позицију на ранг листи.
Први носилац је Јан Бингтао, а други Марк Селби, уједно актуелни светски шампион и светски број један. Тако је након првог носиоца, осталих 7 заузело позиције сходно својим позицијама на светској ранг листи.
|  | Прво коло          | Прво коло          |   |  | Четвртфинале      | Четвртфинале      |  |  | Полуфинале        | Полуфинале        |  |  |
|  | бољи у 11 партија  | бољи у 11 партија  |   |  | бољи у 11 партија | бољи у 11 партија |  |  | бољи у 11 партија | бољи у 11 партија |  |  |
|  |                    |                    |   |  |                   |                   |  |  |                   |                   |  |  |
|  |                    |                    |   |  |                   |                   |  |  |                   |                   |  |  |
|  |                    |                    |   |  |                   |                   |  |  |                   |                   |  |  |
|  | Јан Бингтао (1)    | 4                  |   |  |                   |                   |  |  |                   |                   |  |  |
|  | Јан Бингтао (1)    | 4                  |   |  |                   |                   |  |  |                   |                   |  |  |
|  | Марк Вилијамс      | 6                  |   |  |                   |                   |  |  |                   |                   |  |  |
|  | Марк Вилијамс      | 6                  |   |  |                   |                   |  |  |                   |                   |  |  |
|  |                    |                    |   |  |                   |                   |  |  |                   |                   |  |  |
|  |                    |                    |   |  |                   |                   |  |  |                   |                   |  |  |
|  | Марк Вилијамс      | 6                  |   |  |                   |                   |  |  |                   |                   |  |  |
|  | Марк Вилијамс      | 6                  |   |  |                   |                   |  |  |                   |                   |  |  |
|  |                    | Џон Хигинс (8)     | 5 |  |                   |                   |  |  |                   |                   |  |  |
|  |                    | Џон Хигинс (8)     | 5 |  |                   |                   |  |  |                   |                   |  |  |
|  |                    |                    |   |  |                   |                   |  |  |                   |                   |  |  |
|  |                    |                    |   |  |                   |                   |  |  |                   |                   |  |  |
|  | Џон Хигинс (8)     | 6                  |   |  |                   |                   |  |  |                   |                   |  |  |
|  | Џон Хигинс (8)     | 6                  |   |  |                   |                   |  |  |                   |                   |  |  |
|  | Жао Синтонг        | 2                  |   |  |                   |                   |  |  |                   |                   |  |  |
|  | Жао Синтонг        | 2                  |   |  |                   |                   |  |  |                   |                   |  |  |
|  |                    |                    |   |  |                   |                   |  |  |                   |                   |  |  |
|  |                    |                    |   |  |                   |                   |  |  |                   |                   |  |  |
|  | Марк Вилијамс      |                    |   |  |                   |                   |  |  |                   |                   |  |  |
|  |                    |                    |   |  |                   |                   |  |  |                   |                   |  |  |
|  |                    | Нил Робертсон (5)  |   |  |                   |                   |  |  |                   |                   |  |  |
|  |                    |                    |   |  |                   |                   |  |  |                   |                   |  |  |
|  |                    |                    |   |  |                   |                   |  |  |                   |                   |  |  |
|  |                    |                    |   |  |                   |                   |  |  |                   |                   |  |  |
|  | Нил Робертсон (5)  | 6                  |   |  |                   |                   |  |  |                   |                   |  |  |
|  | Нил Робертсон (5)  | 6                  |   |  |                   |                   |  |  |                   |                   |  |  |
|  | Ентони Макгил      | 3                  |   |  |                   |                   |  |  |                   |                   |  |  |
|  | Ентони Макгил      | 3                  |   |  |                   |                   |  |  |                   |                   |  |  |
|  |                    |                    |   |  |                   |                   |  |  |                   |                   |  |  |
|  |                    |                    |   |  |                   |                   |  |  |                   |                   |  |  |
|  | Нил Робертсон (5)  | 6                  |   |  |                   |                   |  |  |                   |                   |  |  |
|  | Нил Робертсон (5)  | 6                  |   |  |                   |                   |  |  |                   |                   |  |  |
|  |                    | Рони О’Саливан (4) | 4 |  |                   |                   |  |  |                   |                   |  |  |
|  |                    | Рони О’Саливан (4) | 4 |  |                   |                   |  |  |                   |                   |  |  |
|  |                    |                    |   |  |                   |                   |  |  |                   |                   |  |  |
|  |                    |                    |   |  |                   |                   |  |  |                   |                   |  |  |
|  | Рони О’Саливан (4) | 6                  |   |  |                   |                   |  |  |                   |                   |  |  |
|  | Рони О’Саливан (4) | 6                  |   |  |                   |                   |  |  |                   |                   |  |  |
|  | Џек Лисовски       | 1                  |   |  |                   |                   |  |  |                   |                   |  |  |
|  | Џек Лисовски       | 1                  |   |  |                   |                   |  |  |                   |                   |  |  |
|  |                    |                    |   |  |                   |                   |  |  |                   |                   |  |  |
|  |                    |                    |   |  |                   |                   |  |  |                   |                   |  |  |
|  |                    |                    |   |  |                   |                   |  |  |                   |                   |  |  |
|  |                    |                    |   |  |                   |                   |  |  |                   |                   |  |  |
|  |                    |                    |   |  |                   |                   |  |  |                   |                   |  |  |
|  |                    |                    |   |  |                   |                   |  |  |                   |                   |  |  |
|  | Џад Трамп (3)      | 6                  |   |  |                   |                   |  |  |                   |                   |  |  |
|  | Џад Трамп (3)      | 6                  |   |  |                   |                   |  |  |                   |                   |  |  |
|  | Марк Ален          | 5                  |   |  |                   |                   |  |  |                   |                   |  |  |
|  | Марк Ален          | 5                  |   |  |                   |                   |  |  |                   |                   |  |  |
|  |                    |                    |   |  |                   |                   |  |  |                   |                   |  |  |
|  |                    |                    |   |  |                   |                   |  |  |                   |                   |  |  |
|  | Џад Трамп (3)      | 6                  |   |  |                   |                   |  |  |                   |                   |  |  |
|  | Џад Трамп (3)      | 6                  |   |  |                   |                   |  |  |                   |                   |  |  |
|  |                    | Кајрен Вилсон (6)  | 1 |  |                   |                   |  |  |                   |                   |  |  |
|  |                    | Кајрен Вилсон (6)  | 1 |  |                   |                   |  |  |                   |                   |  |  |
|  |                    |                    |   |  |                   |                   |  |  |                   |                   |  |  |
|  |                    |                    |   |  |                   |                   |  |  |                   |                   |  |  |
|  | Кајрен Вилсон (6)  | 6                  |   |  |                   |                   |  |  |                   |                   |  |  |
|  | Кајрен Вилсон (6)  | 6                  |   |  |                   |                   |  |  |                   |                   |  |  |
|  | Стјуарт Бингам     | 5                  |   |  |                   |                   |  |  |                   |                   |  |  |
|  | Стјуарт Бингам     | 5                  |   |  |                   |                   |  |  |                   |                   |  |  |
|  |                    |                    |   |  |                   |                   |  |  |                   |                   |  |  |
|  |                    |                    |   |  |                   |                   |  |  |                   |                   |  |  |
|  | Џад Трамп (3)      |                    |   |  |                   |                   |  |  |                   |                   |  |  |
|  |                    |                    |   |  |                   |                   |  |  |                   |                   |  |  |
|  |                    | Бари Хокинс        |   |  |                   |                   |  |  |                   |                   |  |  |
|  |                    |                    |   |  |                   |                   |  |  |                   |                   |  |  |
|  |                    |                    |   |  |                   |                   |  |  |                   |                   |  |  |
|  |                    |                    |   |  |                   |                   |  |  |                   |                   |  |  |
|  | Шон Марфи (7)      | 2                  |   |  |                   |                   |  |  |                   |                   |  |  |
|  | Шон Марфи (7)      | 2                  |   |  |                   |                   |  |  |                   |                   |  |  |
|  | Бари Хокинс        | 6                  |   |  |                   |                   |  |  |                   |                   |  |  |
|  | Бари Хокинс        | 6                  |   |  |                   |                   |  |  |                   |                   |  |  |
|  |                    |                    |   |  |                   |                   |  |  |                   |                   |  |  |
|  |                    |                    |   |  |                   |                   |  |  |                   |                   |  |  |
|  | Бари Хокинс        | 6                  |   |  |                   |                   |  |  |                   |                   |  |  |
|  | Бари Хокинс        | 6                  |   |  |                   |                   |  |  |                   |                   |  |  |
|  |                    | Марк Селби (2)     | 1 |  |                   |                   |  |  |                   |                   |  |  |
|  |                    | Марк Селби (2)     | 1 |  |                   |                   |  |  |                   |                   |  |  |
|  |                    |                    |   |  |                   |                   |  |  |                   |                   |  |  |
|  |                    |                    |   |  |                   |                   |  |  |                   |                   |  |  |
|  | Марк Селби (2)     | 6                  |   |  |                   |                   |  |  |                   |                   |  |  |
|  | Марк Селби (2)     | 6                  |   |  |                   |                   |  |  |                   |                   |  |  |
|  | Стивен Магвајер    | 3                  |   |  |                   |                   |  |  |                   |                   |  |  |
|  | Стивен Магвајер    | 3                  |   |  |                   |                   |  |  |                   |                   |  |  |
|  |                    |                    |   |  |                   |                   |  |  |                   |                   |  |  |

### Финале
| Финале: Бољи из 19 партија. Судија: Александра Палас, Лондон, Енглеска, 16. јануар 2022. |                         |
|                                                                                          | –                       |
| Поподневна сесија: Вечерња сесија:                                                       |                         |
|                                                                                          | Највиши брејк           |
|                                                                                          | Троцифрени брејкови     |
|                                                                                          | Брејкови преко 50 поена |

## Троцифрени брејкови
На турниру је направљено 22 троцифрена брејка. Највећи брејк на турниру направио је Стјуарт Бингам. Једини играч без троцифреног брејка на турниру је Марк Селби.
- 139, 132 – Стјуарт Бингам
- 135, 101, 101 – Џад Трамп
- 130, 119, 102 – Нил Робертсон
- 128 – Џао Синтонг
- 127, 126, 104, 100 – Џон Хигинс
- 127, 125, 102 – Рони О’Саливан
- 122 – Јан Бингтао
- 116, 104 – Марк Вилијамс
- 115 – Ентони Макгил
- 104 – Џек Лисовски
- 103 – Бари Хокинс